# Тейер, Силванус
Силванус Тейер (англ. Sylvanus Thayer; 1785—1872) — американский военный деятель, полковник, временно повышенный до бригадного генерала. Известен как «Отец Вест-Пойнта», сторонник военного инженерного образования в Соединенных Штатах.

## Биография

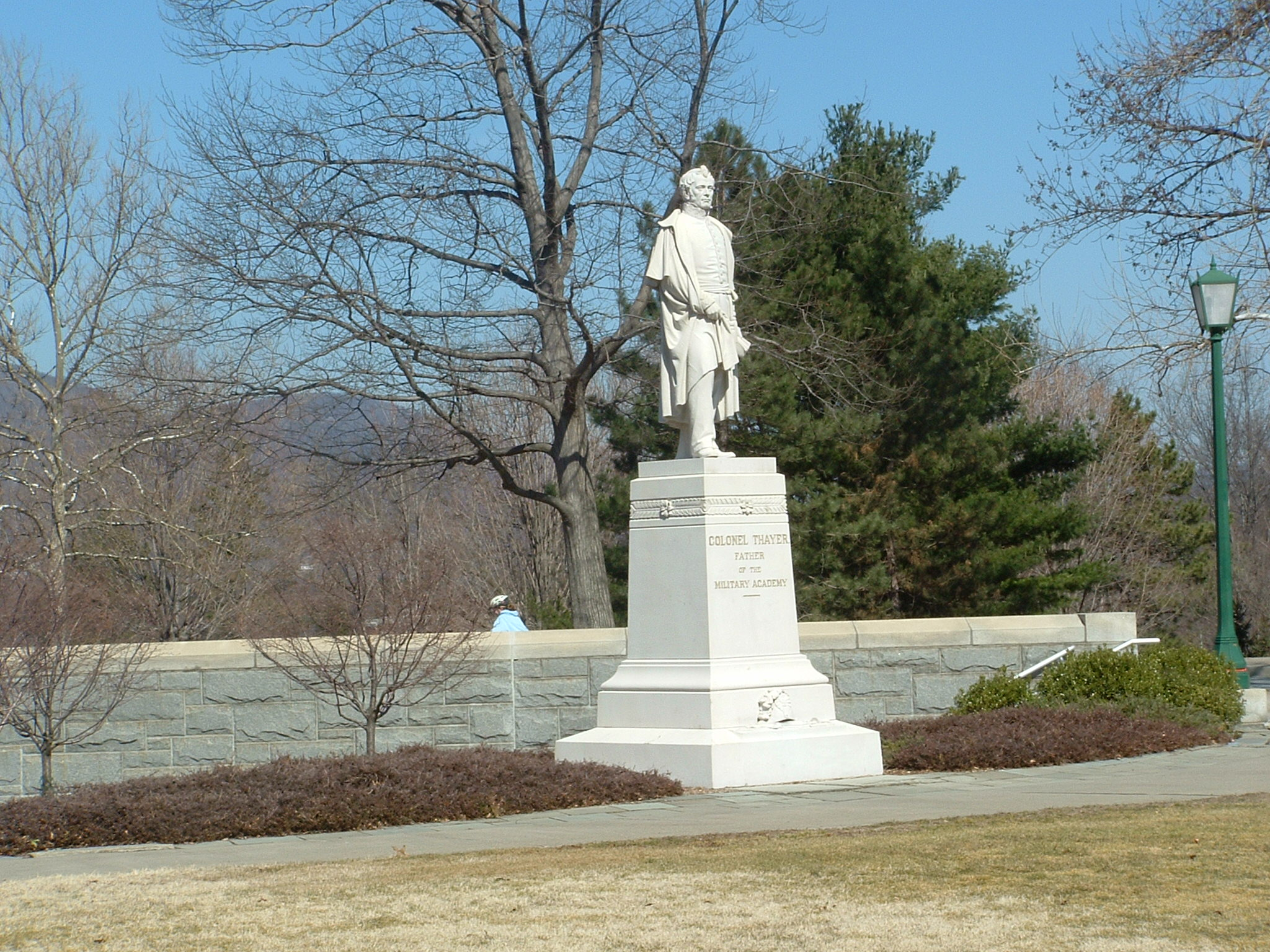
Памятник в Вест-Пойнте

Тейер родился 9 июня 1785 года в Массачусетсе, в городе Брейнтри, в семье фермера Натаниэля Тэйера (англ. Nathaniel Thayer, 1752—1829) и его жены Доркас (англ. Dorcas Faxon Thayer, 1756—1840). В 1793 году мальчик был послан жить к его дяде по материнской линии Азарии Фэксону, и посещать школу в Вашингтоне, штат Нью-Гэмпшир. Там он встретился с генералом Бенджамином Пирсом, который был ветераном американской Войны за независимость. В 1803 году Силванус поступил в Дартмутский колледж, который окончил в 1807 году как лучший выпускник своего класса.
По рекомендации генерала Пирса и с разрешения президента США Томаса Джефферсона, Тейер был назначен для продолжения учёбы в Военную академию США. Окончив академию после года обучения, в 1808 году получил звание второго лейтенанта. Во время Англо-американской войны был направлен в Виирджинию на укрепление и защиту Норфолка, где был произведен в майоры. В 1815 году Тейер получил грант в $5000 до поездки в Европу, где он в течение двух лет учился во французской Политехнической школе — высшей школе для подготовки инженеров.
В 1817 году президент Джеймс Монро назначил Силвануса Тейера в Вест-Пойнт суперинтендантом Военной академии США. Под его руководством академия стала первым в стране инженерным колледжем, где сложились многочисленные традиции, которые до сих пор используются в Вест-Пойнте. Многие из курсантов, обучавшихся во время руководства Тейером, заняли ключевые руководящие посты во время Американо-мексиканской войны и Гражданской войны в США.
Силванус Тейер вышел в отставку в 1833 году, после своих разногласий с президентом Эндрю Джексоном. В 1834 году он был избран ассоциированным членом Американской академии искусств и наук. Следующие 30 лет он прослужил в Инженерных войсках США под Бостоном. За это время он курировал строительство фортов Fort Warren и Fort Independence, чтобы защитить гавань Бостона. Тейер ушел из армии 1 июня 1863 в чине полковника Инженерных войсках США.
Умер 7 сентября 1872 года в собственном доме города Брейнтри. Похоронен на кладбище Вест-Пойнт-семетери в Вест-Пойнте.

## Память
- В его честь в 1958 году была учреждена Награда Силвануса Тейера, ежегодная награда, присуждаемая Военной академией США (Вест-Пойнт).
- В 1965 году Силванус Тейер был избран в Зал славы великих американцев, где ему установлен бюст работы американского скульптора Джозефа Киселевски (англ. Joseph Kiselewski).
- В 1985 году в США была выпущена почтовая марка в 9¢, посвященная Тейеру (в серии марок великих американцев) и конверт первого дня.
- В фильме 2022 года «Всевидящее око» роль Тейера сыграл Тимоти Сполл.